# Операция Форчън: Троянски кон
„Операция Форчън: Троянски кон“ (на английски: Operation Fortune: Ruse de Guerre) е шпионска екшън комедия от 2023 г. на режисьора Гай Ричи, който е съсценарист със Иван Аткинсън и Марн Дейвис.
Във филма участват Джейсън Стейтъм, Обри Плаза, Джош Хартнет, Кари Елуис, Бъгзи Малоун и Хю Грант.
„Операция Форчън: Троянски кон“ излиза по кината в международни територии на 4 януари 2023 г.